# Mihalici, Haskovo
Mihalici (în bulgară Михалич) este un sat în comuna Svilengrad, regiunea Haskovo,  Bulgaria. 

## Demografie
Componența etnică a satului Mihalici
     Bulgari (100%)
     Nicio identificare (0%)
     Altele (0%)
La recensământul din 2011, populația satului Mihalici era de 65 locuitori. Din punct de vedere etnic, toți locuitorii erau bulgari.